# 路亚衡
路亚衡（1919年—1988年），男，安徽安庆人，中国机械制造专家，曾任华中工学院教授、博士生导师。